# Hamza Kramou
Hamza Kramou (født 3. februar 1988) er en algerisk amatørbokser, som konkurrerer i vægtklassen letvægt. Han fik sin olympiske debut, da han repræsenterede Algeriet ved sommer-OL 2008. Her blev han slået ud i første runde af Yordenis Ugás fra Cuba som var i samme vægtklasse. 
Ved junior-VM i boksning i 2006 i Agadir vandt han bronze i fjervægt. 